# St. Petrus (Peterslahr)

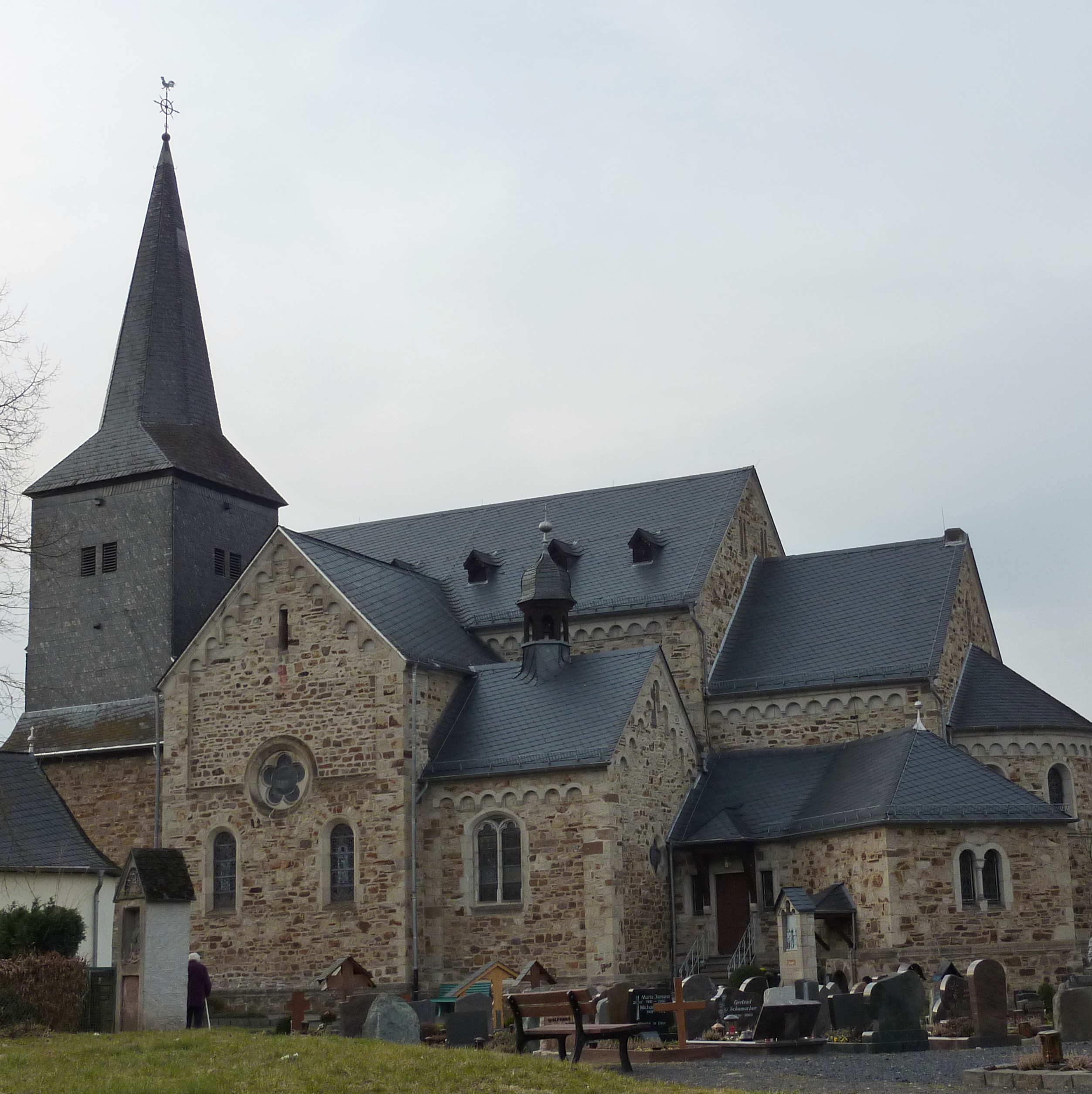
Kirche St. Petrus in Peterslahr

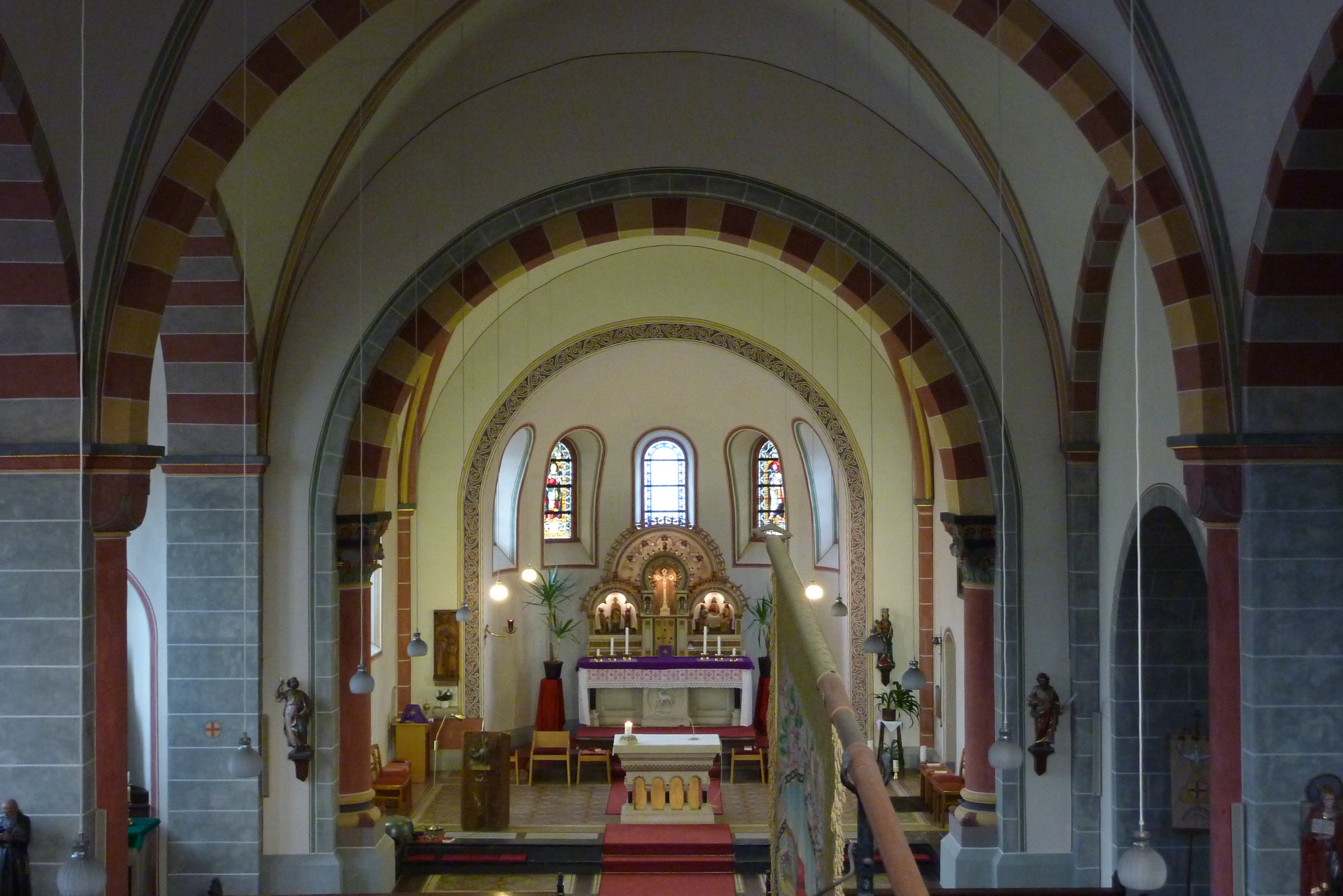
Blick von der Empore

Die katholische Pfarrkirche St. Petrus in Peterslahr, einer Ortsgemeinde im Landkreis Altenkirchen (Westerwald) in Rheinland-Pfalz, wurde 1900/01 errichtet. Das Gebäude an der Kirchstraße 13 ist ein geschütztes Baudenkmal.

## Geschichte
Eine Kirche in Peterslahr wurde erstmals 1326 urkundlich erwähnt. Der noch erhaltene Turm und zwei Bleiglasfenster, die sich heute im Hessischen Landesmuseum Darmstadt befinden, weisen auf die zweite Hälfte des 12. Jahrhunderts als Erbauungszeit hin. Die alte Kirche bestand aus einem Langhaus und einem rechteckigen Chor. Im 18. Jahrhundert wurden größere Umbauten unternommen. Nachdem die Kirche zu klein geworden war und sich auch in schlechtem Zustand befand, beschloss man einen Neubau. Von der ursprünglichen Kirche sind noch die Taufkapelle und der untere Teil des Turmes erhalten.
Die neue Kirche wurde im neuromanischen Stil nach den Plänen des Architekten Ludwig Hofmann (1862–1933) aus Herborn errichtet. Mit großer Eigenbeteiligung der Bevölkerung wurde die Kirche in den Jahren 1900/01 erbaut. Am 30. April 1904 wurde sie von Weihbischof Karl Ernst Schrod geweiht.

## Glasfenster
Die Bleiglasfenster wurden 1901 von der Glasmalerei Oidtmann in Linnich geschaffen.

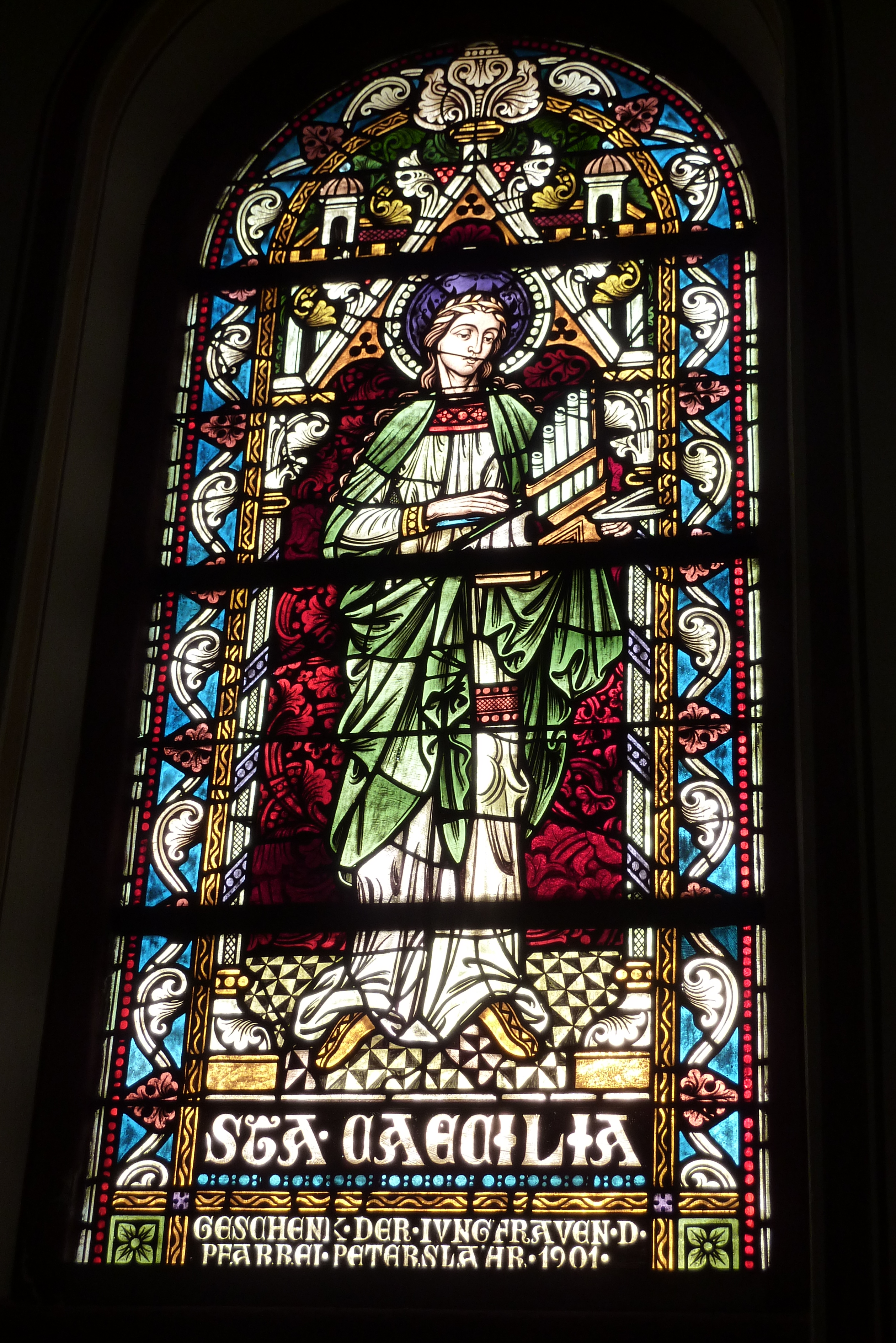
Heilige Cäcilia
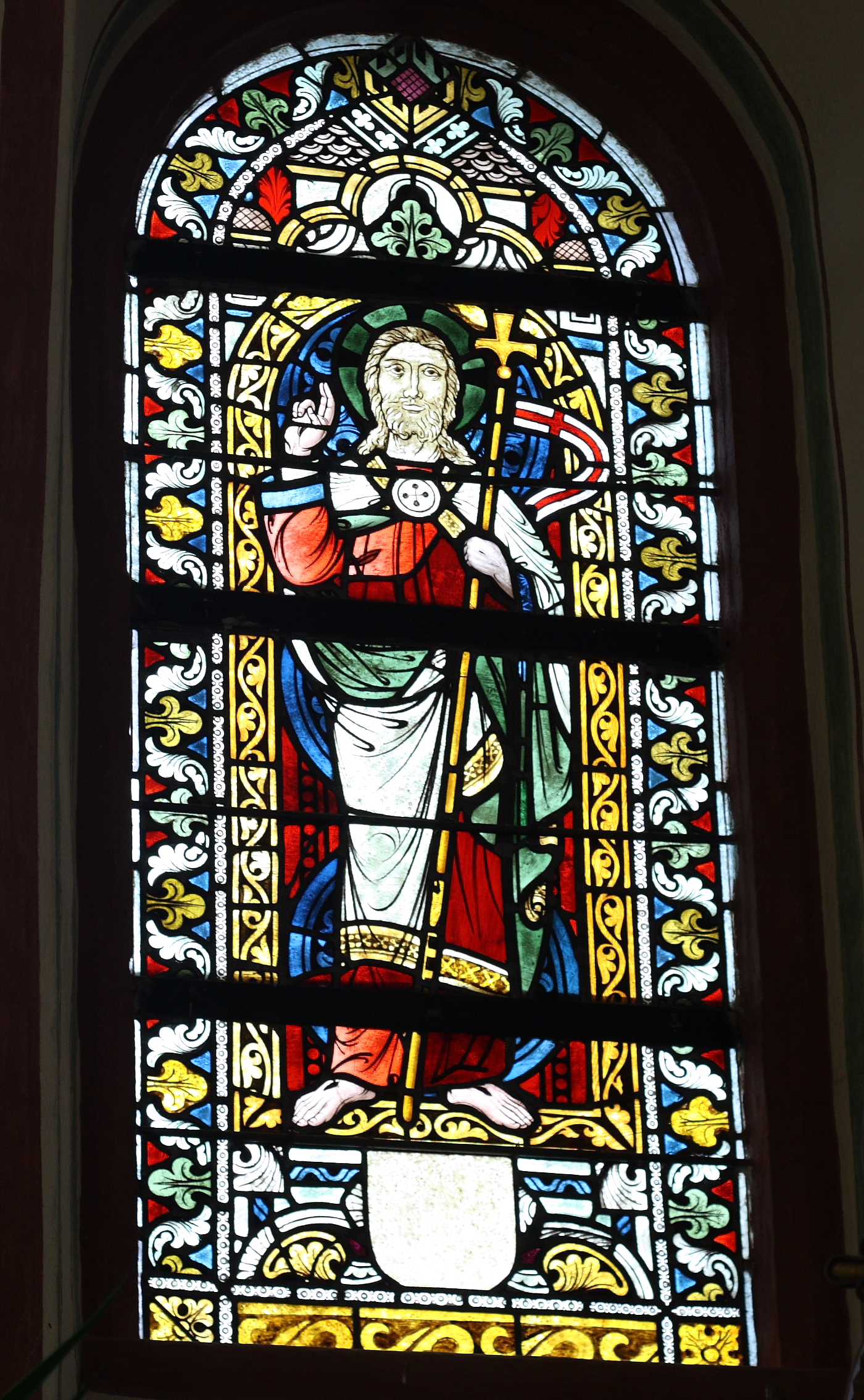
Auferstandener Christus
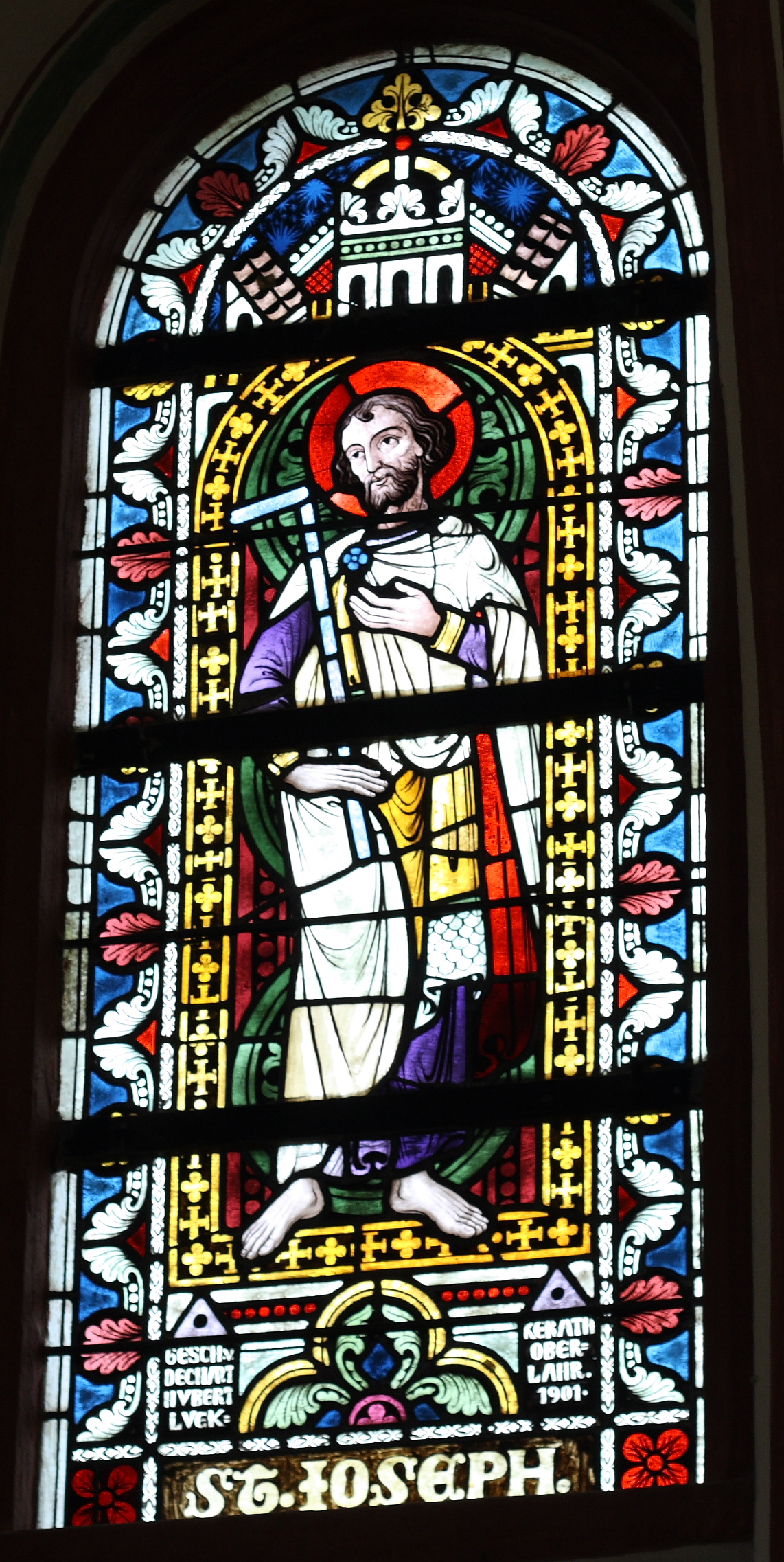
Heiliger Joseph
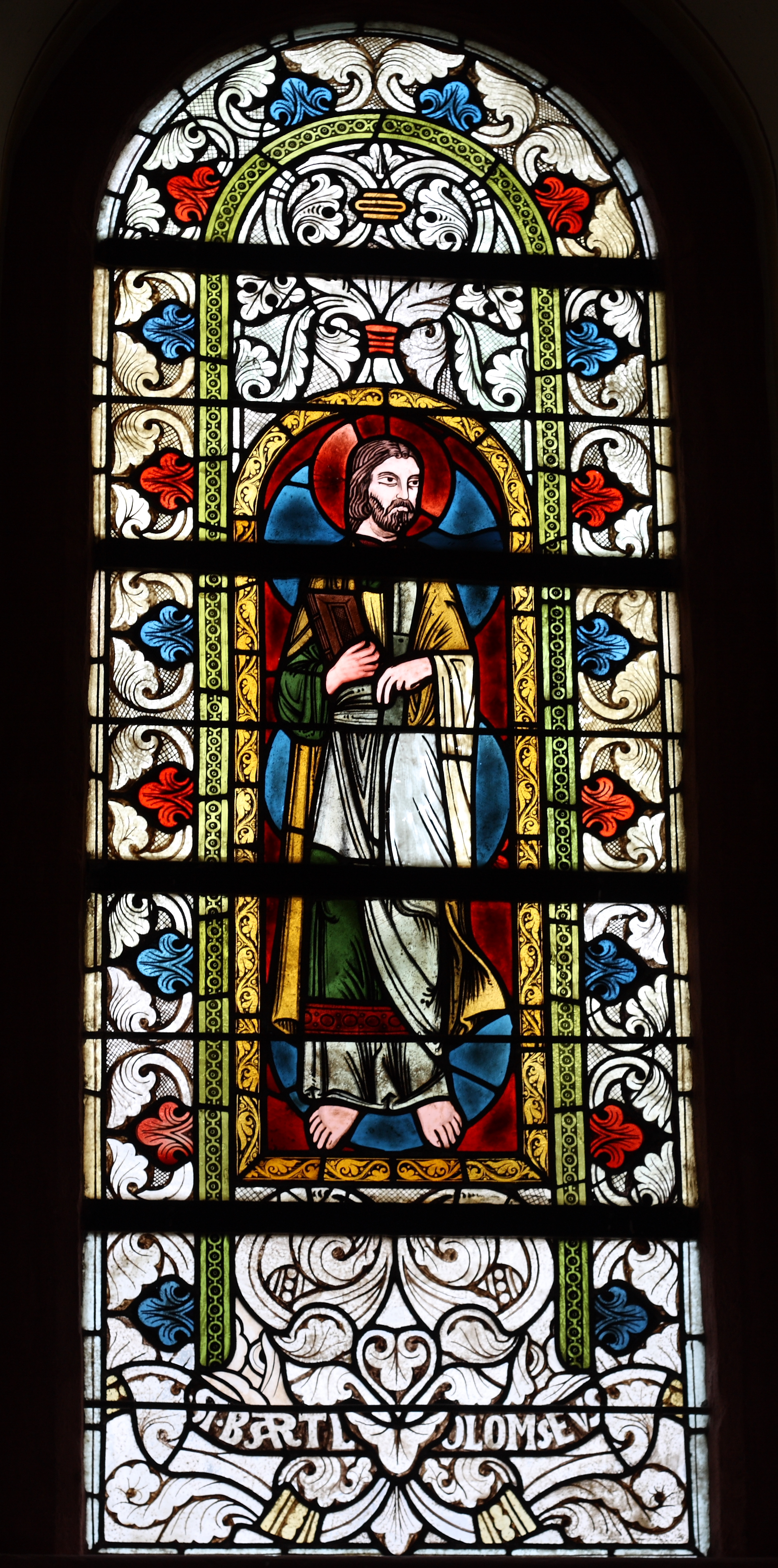
Apostel Bartholomäus